# استان‌های اندونزی
استان (اندونزیایی: provinsi یا propinsi) بالاترین نهاد دولتی محلی در اندونزی است. هریک از استان‌های این کشور، دارای دولتی محلی به ریاست فرماندار و نیز قوهٔ مقننه هستند. فرماندار و نمایندگان محلی با رأی مردم به مدت ۵ سال انتخاب می‌شوند. هرکدام از استان‌های اندونزی به چند منطقه و شهر تقسیم شده‌اند. این استان‌ها در ۷ گروه مختلف جغرافیایی قرار گرفته‌اند.
در حال حاضر کشور اندونزی از ۳۸ استان تشکیل یافته که ۷ عدد آن‌ها در سال ۲۰۰۰ تأسیس شده‌اند. ۵ عدد از استان‌های این کشور دارای وضعیت ویژه‌ای هستند؛ به گونه‌ای که استان آچه از قانون شریعت به‌عنوان قانون منطقه‌ای خود استفاده می‌کند؛ استان یوگیاکارتا مانند حکومت‌های باستانی، دارای نظام سلطنتی است؛ استان پاپوآ روش‌های مختلف توسعه را پیاده‌سازی می‌کند؛ استان پاپوآی غربی به اجرای توسعهٔ مستمر کمک می‌کند و استان جاکارتا منطقهٔ ویژهٔ پایتختی محسوب می‌شود.
| شماره | پرچم | استان                 | مرکز           | مساحت km2  | جمعیت (۲۰۱۰) | تراکم جمعیت |
| ----- | ---- | --------------------- | -------------- | ---------- | ------------ | ----------- |
| ۱     |      | آچه                   | باندا آسه      | ۵۸٬۳۷۵٫۸۳  | ۴٬۴۸۶٬۵۷۰    | ۷۶٫۹        |
| ۲     |      | بالی                  | دنپاسار        | ۵٬۶۳۲٫۸۶   | ۳٬۸۹۱٬۴۲۸    | ۶۹۰٫۸       |
| ۳     |      | جزایر بانگکا-بلیتونگ  | پانگکال پینانگ | ۱۸٬۷۲۴٫۷۴  | ۱٬۲۲۳٬۰۴۸    | ۶۵٫۳        |
| ۴     |      | بانتن                 | سرانگ          | ۹٬۱۶۰٫۷    | ۱۰٬۶۰۰٬۰۰۰   | ۱٬۱۵۷٫۱     |
| ۵     |      | بنگکولو               | بنگکولو        | ۲۱٬۱۶۸     | ۱٬۷۱۳٬۳۹۳    | ۸۰٫۹        |
| ۶     |      | جاوه مرکزی            | سمارانگ        | ۴۰٬۵۴۸٫۲   | ۳۲٬۸۶۴٬۰۰۰   | ۸۱۰٫۵       |
| ۷     |      | کالیمانتان مرکزی      | پالانگ‌کارایا   | ۱۵۳٬۵۶۴    | ۲٬۲۰۲٬۵۹۹    | ۱۴٫۳        |
| ۸     |      | سولاوسی مرکزی         | پالو           | ۶۸٬۰۸۹٫۸۳  | ۲٬۶۳۳٬۴۰۲    | ۳۸٫۷        |
| ۹     |      | جاوه شرقی             | سورابایا       | ۴۷٬۹۲۲     | ۳۷٬۴۷۶٬۰۱۱   | ۷۸۲         |
| ۱۰    |      | کالیمانتان شرقی       | ساماریندا      | ۲۴۵٬۲۳۷٫۸۰ | ۳٬۵۵۰٬۵۸۶    | ۱۴٫۵        |
| ۱۱    |      | سوندای شرقی           | کوپانگ         | ۴۷٬۸۷۶     | ۴٬۶۷۹٬۳۱۶    | ۹۷٫۷        |
| ۱۲    |      | گورونتالو             | گورونتالو      | ۱۲٬۲۱۵٫۴۴  | ۱٬۰۳۸٬۵۹۰    | ۸۵          |
| ۱۳    |      | جاکارتا               | جاکارتا        | 664        | 9,607,787    | 12,786      |
| ۱۴    |      | جمبی                  | جمبی           | 50,058.16  | 3,088,618    | 62          |
| ۱۵    |      | لامپونگ               | بندر لامپونگ   | ۳۵٬۳۷۶     | ۷٬۵۹۶٬۱۱۵    | ۲۱۴٫۷       |
| ۱۶    |      | ملوک                  | آمبون          | ۵۴٬۱۸۵     | ۱٬۵۳۱٬۴۰۲    | ۲۸٫۳        |
| ۱۷    |      | کالیمانتان شمالی      | تانجونگ سلور   | 71,176.72  | 738,163      | 10          |
| ۱۸    |      | ملوک شمالی            | سوفیفی         | ۳۹٬۹۵۹٫۹۹  | ۱٬۰۳۵٬۴۷۸    | ۲۵٫۹        |
| ۱۹    |      | سولاوسی شمالی         | مانادو         | ۱۵٬۳۵۹     | ۲٬۲۶۵٬۹۳۷    | ۱۴۷٫۵       |
| ۲۰    |      | سوماترای شمالی        | مدان           | ۷۲٬۹۸۱٫۲۳  | ۱۳٬۷۱۲٬۶۶۰   | ۱۸۷٫۹       |
| ۲۱    |      | پاپوآ                 | جایا پورا      | ۴۲۱٬۹۸۱    | ۲٬۹۰۰٬۰۰۰    | ۶٫۹         |
| ۲۲    |      | ریائو                 | پکانبارو       | ۷۲٬۵۶۹     | ۵٬۵۴۳٬۰۳۱    | ۷۶٫۴        |
| ۲۳    |      | جزایر ریائو           | تانجونگ پینانگ | ۲۱٬۹۹۲     | ۱٬۶۸۵٬۶۹۸    | ۷۶٫۷        |
| ۲۴    |      | سولاوسی جنوب شرقی     | کندری          | ۳۸٬۱۴۰     | ۲٬۲۳۰٬۵۶۹    | ۵۸٫۵        |
| ۲۵    |      | کالیمانتان جنوبی      | بانجارماسین    | ۳۶٬۹۸۵     | ۳٬۶۲۶٬۱۱۹    | ۹۸          |
| ۲۶    |      | سولاوسی جنوبی         | ماکاسار        | ۷۲٬۷۸۱     | ۸٬۰۳۲٬۵۵۱    | ۱۱۰٫۴       |
| ۲۷    |      | سوماترای جنوبی        | پالم‌بانگ       | ۸۷٬۲۴۰     | ۷٬۸۰۹٬۲۴۸    | ۸۹٫۵        |
| ۲۸    |      | جاوه غربی             | باندونگ        | ۳۴٬۸۱۶٫۹۶  | ۴۳٬۰۲۱٬۸۲۶   | ۱٬۲۳۵٫۷     |
| ۲۹    |      | کالیمانتان غربی       | پونتیانک       | ۱۴۶٬۸۰۷    | ۴٬۳۹۳٬۲۳۹    | ۲۹٫۹        |
| ۳۰    |      | سوندای غربی           | ماتارام        | ۱۹٬۷۰۸٫۷۹  | ۴٬۴۹۶٬۸۵۵    | ۲۲۸٫۲       |
| ۳۱    |      | پاپوآی غربی           | مانوکواری      | ۱۹۴٬۹۳۷    | ۷۴۱٬۸۴۱      | ۳٫۸         |
| ۳۲    |      | سولاوسی غربی          | ماموجو         | ۱۶٬۷۹۶٫۱۹  | ۱٬۱۵۸٬۳۳۶    | ۶۹          |
| ۳۳    |      | سوماترای غربی         | پادنگ          | ۴۲٬۱۳۰٫۸۲  | ۴٬۸۴۵٬۹۹۸    | ۱۱۵         |
| ۳۴    |      | منطقه ویژه یوگیاکارتا | یوگیاکارتا     | ۳٬۱۸۵٫۸۰   | ۳٬۱۲۱٬۰۰۰    | ۹۷۹٫۷       |
| ۳۵    |      | پاپوآی جنوبی          |                |            |              |             |
| ۳۶    |      | پاپوآی مرکزی          |                |            |              |             |
| ۳۷    |      | پاپوآی جنوب‌غربی       | سورنگ          |            |              |             |
| ۳۸    |      | پاپوآی کوهستانی       |                |            |              |             |